# Asabuki Kate
Asabuki Kate (朝吹ケイト Triều Xuy Kate) (sinh vào ngày 3 tháng 7 năm 1962) là nữ diễn viên, diễn viên AV người Nhật Bản, xuất hiện trong các bộ phim Roman Porno của Nikkatsu’s trong thập niên 1980. Cô xuất thân từ thủ đô Tokyo.

## Cuộc đời và sự nghiệp
Asabuki học tiếng Pháp và tiếng Anh tại trường đại học, tham gia vào công ty Nikkatsu diễn xuất trong phim Roman Porno của họ vào năm 1982, trong khi vẫn theo học đại học. Cô bắt đầu dùng nghệ danh "Kate" từ Kate Bush, là ca sĩ mà cô yêu thích nhất. Một trong những vai diễn đầu tiên của cô ở Nikkatsu xuất hiện trong đoạn thứ sáu của series phim Cô giáo (Onna Kyoshi) (1977-1983), đạo diễn là Junchi Suzuki trong phim Săn tìm cô giáo (1982).
Tại Nikkatsu, Asabuki xuất hiện trong một vài bộ phim của đạo diễn Atsushi Fujiura và có tin đồn rằng họ đã bí mật kết hôn với nhau. Cô xuất hiện trong phim của Fujiura Tam giác Tiểu Thư (Ojosan No Matagura) (1983). Fujiura cũng chỉ đạo một trong những bộ phim thành công nhất của Asabuki, Vũ công Kōichiro Uno xứ Izu (Uno Koichiro No Izu No Odoriko) (1984). Series Koichiro Uno của Nikkatsu's bao gồm những câu chuyện tình dục hài hước xuất hiện những nhân vật nữ mạnh mẽ dẫn đầu. Series có ý tưởng như Roman Pornos được thiết kế để thu hút phụ nữ, phim lôi cuốn các cặp tình nhân có thể thưởng thức bên nhau. Tựa đề này được coi là tốt nhất trong series, là một parody dựa theo truyện ngắn nổi tiếng của Kawabata Yasunari, Nữ vũ công xứ Izu. Trong phiên bản của Uno, cô đã đổi chức danh là vũ công cổ điển thay vì vũ nữ thoát y như trong truyện của Kawabata.
Một số đạo diễn pinku eiga nổi bật mà Asabuki từng làm việc là Shogoro Nishimura trong phim Người đàn bà bị xỏ núm vú (Chikubi Ni Pierce O Shita Onna) (1983), và Masaru Konuma trong Vụ bê bối của nữ chiêu đãi viên: giữ tôi như thú vật (Stewardess Scandal: Kemono No Youni Dakishimete) (1984). Khi được hỏi bình luận về Asabuki, Konuma nói: "Một cô gái xinh đẹp, rất nhiệt tình. Một trong những nữ diễn viên duy nhất có thể nói nhiều ngoại ngữ...Tôi đã xem cô ấy nói chuyện bằng tiếng Anh trong một cảnh quay tình dục. Tôi thích cách mà cô ấy thể hiện".
Vào cuối thập niên 1990, Asabuki làm phát thanh viên trên chương trình truyền hình hàng tuần TV Rock Tokyo. Cô tiếp tục học tập tại Anh và hy vọng làm việc như là một nữ diễn viên tại Hoa Kỳ, quốc gia mà cô đã viếng thăm bốn lần vào năm 1989. Năm 1999, cô đã thực hiện một chuyến đi thứ năm sang Mỹ làm người mẫu cho nhiếp ảnh gia Ron Vogel cho một số tạp chí Mỹ, trong đó có Penthouse và Hustler. Do kết quả sự xuất hiện của cô trên phương tiện truyền thông của Mỹ, tạp chí Celebrity Sleuth bình chọn tên cô là "25 người phụ nữ gợi cảm nhất năm 2001."

## Các bộ phim
| Tên Phim | Đạo diễn        | Công ty  | Ngày phát hành       |
| --- | --------------- | -------- | -------------------- |
| Tam Giác Tiểu Thư お女さんのまたぐら Ojosan no matagura                                                           | Atsushi Fujiura | Nikkatsu | 1983                 |
| Tấn Công Cô Giáo 襲われる女教師 Osowareru onna kyoshi                                                             | Nobuhiko Saito  | Nikkatsu | 4 tháng 2 năm 1983   |
| Vụ bê bối cuối cùng: bà chủ yêu quý vững vàng 奥様はお堅いのがお好き Final Scandal: Okusama wa okatai no ga osuki | Masaru Konuma   | Nikkatsu | 23 tháng 12 năm 1983 |
| Vũ Công Koichiro Uno Xứ Izu 宇能鴻一郎の伊豆の踊り子 Uno Koichiro no Izu no odoriko                               | Atsushi Fujiura | Nikkatsu | 25 tháng 5 năm 1984  |

## Liêt kết ngoài
- Asabuki, Kate. (1999). "Hollywood or Bust - Memoirs of America" in Asian Cult Cinema #25, 4th Quarter, 1999. p. 58-62.
- "朝吹ケイト (Asabuki Keito)". JMDB (bằng tiếng Nhật). Truy cập ngày 3 tháng 3 năm 2007. {{Chú thích web}}: Liên kết ngoài trong |work= (trợ giúp)
- "朝吹ケイト - Asabuki Keito". Web I-dic (bằng tiếng Nhật). Bản gốc lưu trữ ngày 23 tháng 1 năm 2015. Truy cập ngày 3 tháng 3 năm 2007. {{Chú thích web}}: Liên kết ngoài trong |work= (trợ giúp)
- Kate Asabuki trên IMDb
- "Kate Asabuki - A pictorial", Asian Cult Cinema #22, p. 32-33
- "KATE ASABUKI". Complete Index to World Film. Truy cập ngày 13 tháng 6 năm 2008. {{Chú thích web}}: Liên kết ngoài trong |work= (trợ giúp)
- Konuma, Masaru. (1998). Interviewed by Thomas and Yuko Mihara Weisser on 6 tháng 11 năm 1998, in Asian Cult Cinema, #22, 1st Quarter, 1999. p. 19-28.
- Saotome, Hiromi (ngày 10 tháng 3 năm 2006). "朝吹ケイト ("Kate Asabuki"". ロマンポルノ女優 (Roman Porno Actresses) (bằng tiếng Nhật). Tokyo: Kawade Shobo Shinsha, Publishers. tr. 152–158. ISBN 4-309-48156-6.
- Weisser, Thomas (1998). Japanese Cinema Encyclopedia: The Sex Films. Yuko Mihara Weisser. Miami: Vital Books: Asian Cult Cinema Publications. ISBN 1-889288-52-7.
- "The 25 Sexiest Women of 2001: #22 Kate Asabuki" (2001). in Celebrity Sleuth magazine, Vol. 14, #3, pg. 12-15.